# Zbigniew Siciński
Zbigniew Marcin Siciński (ur. 16 listopada 1910 we Lwowie, zm. 2 lutego 1991 we Wrocławiu) – polski inżynier elektryk.
Dyplom inżyniera elektryka otrzymał na Politechnice Lwowskiej w 1936 r. Od października 1937 do sierpnia 1939 pracował jako kierownik Laboratorium Badawczego i Kontroli Produkcji w Fabryce Elektrotechnicznej inż. Adolfa Horkiewicza w Warszawie. W latach 1940–1941 asystentem w katedrze pomiarów elektrycznych Lwowskiego Instytutu Politechnicznego u prof. Włodzimierza Krukowskiego. Po wkroczeniu Niemców do Lwowa, po krótkim okresie pracy w tamtejszym urzędzie pocztowym jako robotnik, później technik pomiarowiec, powrócił do warszawskiej fabryki Horkiewicza. Od listopada 1941 do sierpnia 1944 pełnił tam funkcję kierownika biura technicznego. Aresztowany i uwięziony w koszarach wojskowych 4 sierpnia 1944 wraz z żoną i dzieckiem uciekł z transportu do obozu w Pruszkowie; osiedlili się we wsi Machnatka, gdzie pracował początkowo jako drwal, potem nauczyciel w tajnym komplecie gimnazjalnym. W latach 1945–1948 był kierownikiem Wytwórni Kondensatorów, uruchamiając ją w Kaliszu, a potem przenosząc do Łodzi. We wrześniu 1948 podjął pracę w Instytucie Elektrotechniki we Wrocławiu, gdzie jako konsultant pracował do 1989. W latach 1951–1955 pracował jako wykładowca materiałoznawstwa elektrycznego oraz miernictwa elektrycznego na Wydziale Elektrycznym Wieczorowej Szkoły Inżynierskiej we Wrocławiu. W 1955 został mianowany docentem. Równolegle (1951–1967) pracował w Katedrze Wysokich Napięć na Wydziale Elektrycznym Politechniki Wrocławskiej, kolejno jako wykładowca, zastępca profesora, docent, profesor (tytuł profesora nadzwyczajnego otrzymał w 1964 r., a zwyczajnego w 1974 r.). Został odznaczony Krzyżem Kawalerskim Orderu Odrodzenia Polski, Srebrnym Krzyżem Zasługi. Otrzymał także Złotą Odznakę „Zasłużony dla Przemysłu Maszynowego”.